# Hôtel du Louvre
Hôtel du Louvre is een voormalig hotel en oorspronkelijk brouwershuis te Oostende. Het staat op de Inventaris van Onroerend Erfgoed.

## Geschiedenis
De brouwerij werd omgebouwd tot hotel door Albert-Victor Fobert (eveneens bekend van de Wellingtonrenbaan). Het was in die tijd een vooruitstrevend architecturaal bouwwerk met reeds stromend water en een garage.
In de Tweede Wereldoorlog, vanaf 1940, werd het bezet door de Duitse Kriegsmarine. Tijdens en net na de bevrijding werd het in beslag genomen door Britse veiligheidsdiensten. Kort na de oorlog stierf de eigenaar en hield zijn weduwe het hotel nog een poos open.
Bekende gasten waren onder anderen Paul-Gustave van Hecke en Honorine Deschrijver.

## Gebouw[3]
Het is een art-decogebouw met drie en een halve bouwlaag bestaande uit drie traveeën onder een zadeldak. Centraal aan het gebouw is een balusterbalkon.